# The Boston Globe
The Boston Globe ist eine liberale Tageszeitung aus Boston, Massachusetts. Sie gilt als die wichtigste Zeitung in Neuengland und zählt zu den angesehensten Blättern in den USA.

## Geschichte

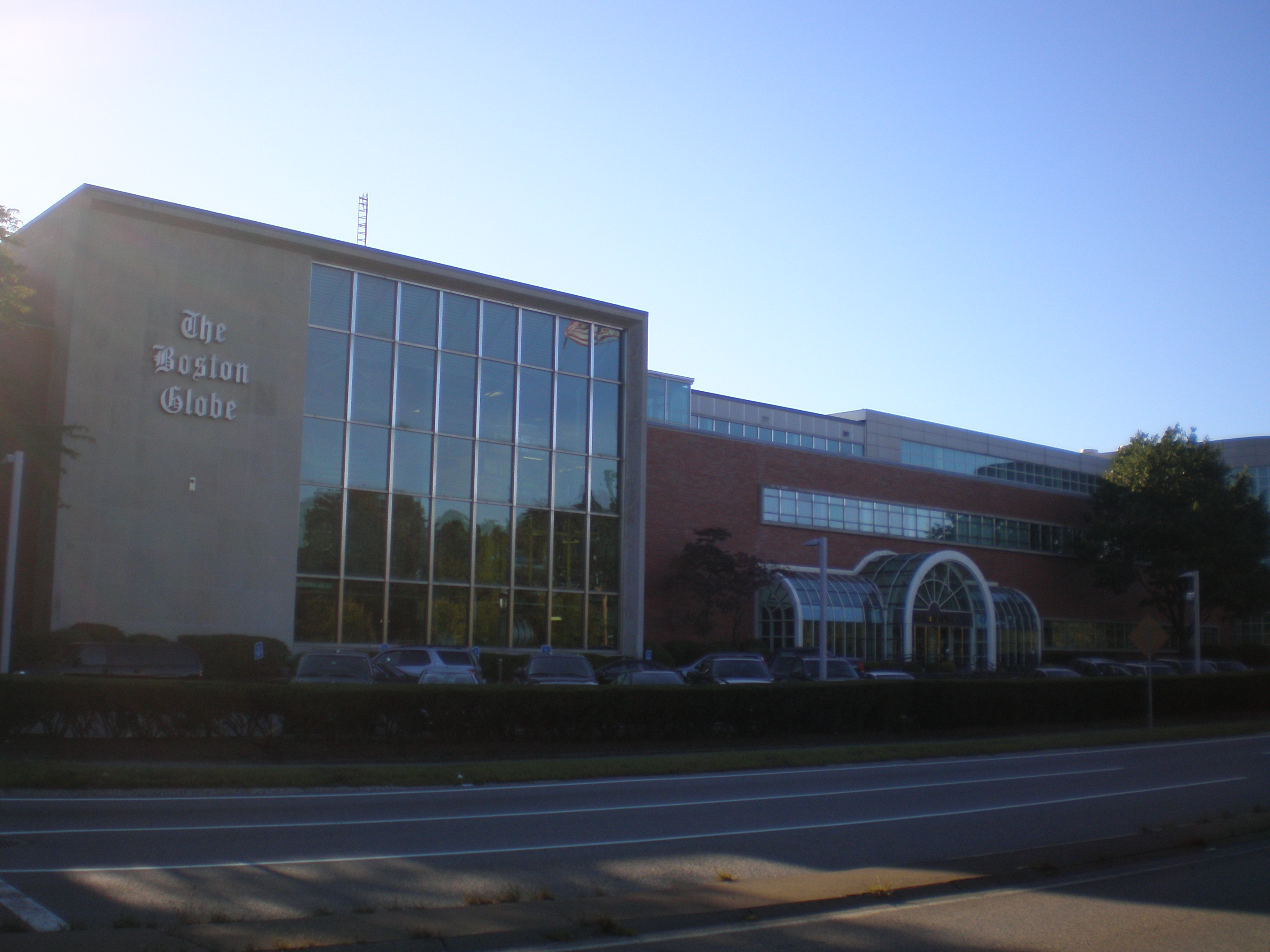
Redaktionsgebäude des Boston Globe

The Boston Globe wurde 1872 von sechs Bostoner Geschäftsleuten gegründet, unter ihnen Charles H. Taylor und Eben Jordan, der allein 150.000 Dollar investierte. Die erste Ausgabe erschien am 4. März 1872 und kostete vier Cent. Zu Beginn erschien die Zeitung nur von Montag bis Freitag. Eine Samstagsausgabe wurde ab 1877 veröffentlicht. Von 1878 bis 1979 erschien zusätzlich eine tägliche Nachmittagsausgabe mit dem Namen The Boston Evening Globe.
Die Zeitung wurde bis 1973 von einem Privatunternehmen verlegt, welches dann unter dem Namen Affiliated Publications an die Börse ging. Die Zeitung wurde weiterhin von den Erben Charles H. Taylors betrieben, der die Führung der Zeitung im Jahre 1873 übernommen hatte. 1993 wurde Affiliated Publications für 1,1 Milliarden Dollar von der New York Times Company gekauft.
Wegen der anhaltenden Krise der US-amerikanischen Zeitungsbranche und wegen der aktuellen Wirtschaftskrise forderte die NYT Co. die 13 Gewerkschaften der Zeitung auf, innerhalb eines Monats bis Ende April 2009 20 Mio. Dollar einzusparen. Andernfalls werde das Blatt geschlossen, da ansonsten bis zum Jahresende ein Verlust in Höhe von 85 Mio. Dollar infolge der Wirtschaftskrise zu erwarten sei. Nach zähen Verhandlungen einigte sich die NYT Co. mit den Gewerkschaften vor allem auf folgende Einsparungen: 8,4 % Gehaltskürzung für die meisten Angestellten, fünf Tage unbezahlten Urlaub, keine Pensionserhöhungen, eine 40-Stunden-Woche anstelle von bisher 37,5 Stunden sowie die Streichung von verschiedenen Gratifikationen wie Lebensversicherung, Augenheilkosten und Ausbildungserstattung. Besonders umkämpft waren die Garantien für eine lebenslange Beschäftigung für 190 Mitglieder der Journalistengewerkschaft Boston Newspaper Guild, die ebenfalls den Sparmaßnahmen zum Opfer fielen. Medienbeobachter äußerten sich zwar erleichtert über die vorerst abgewendete Katastrophe einer Schließung des Blattes, doch die Angestellten selbst waren weniger zuversichtlich.
Die Zeitung hatte im September 2002 eine Tagesauflage von 467.745 Stück, 2008 betrug die werktägliche Auflage 350.605 Exemplare und sank 2009 auf 303.000 Stück. Im Jahr 2019 betrug sie nur noch 230.756 Exemplare. Die Redakteure des Boston Globe haben insgesamt 21 Pulitzer-Preise gewonnen, davon neun während der Ära der New York Times Co.
Im August 2013 verkaufte die New York Times den Globe, die zugehörigen Lokalausgaben und deren Vermarktungsagentur an den Bostoner Unternehmer und Eigentümer des Baseball-Teams Boston Red Sox, den Milliardär John W. Henry. Der Kaufpreis betrug unter 70 Millionen Dollar, ein Bruchteil der 1,1 Milliarden, die die NYT 1993 gezahlt hatte. Da die New York Times Company in dem Vertrag die Pensionszahlungen des Boston Globe behielt, die auf etwa 110 Millionen Dollar geschätzt werden, zahlte die NYT letztlich noch 40 Millionen Dollar um den Globe abzugeben.

## Internationale Beachtung
Die Zeitung erlangte 2016 (ähnlich der Washington Post im Jahr 1976 mit der Verfilmung der Watergate-Affäre Die Unbestechlichen) mediale Aufmerksamkeit über die Grenzen der USA hinaus durch die Verfilmung der Veröffentlichung und Darlegung des sexuellen Missbrauch in der römisch-katholischen Kirche in Boston mit dem Filmdrama Spotlight.
Der Globe rief im August 2018 alle US-Medien dazu auf, Position gegen die Anschuldigung von Präsident Donald Trump zu beziehen, sie würden „Fake News“ verbreiten und seien schädlich für die Meinungsfreiheit in den USA. Rund 350 Medien folgten dem Aufruf, laut der Zeitung. Jedoch zweifelten auch einige Medien an der Wirkung der Aktion. So schrieb die Baltimore Sun: „Auch wenn wir darin übereinstimmen, dass die Bezeichnung von Journalisten als ‚Feinde des amerikanischen Volkes‘ und des Journalismus als ‚Fake News‘ nicht nur unserer Branche schadet, sondern auch zerstörerisch für unsere Demokratie ist, nährt eine koordinierte Reaktion unabhängiger – oder etwas gewagt formuliert ‚Mainstream‘-Nachrichtenorganisationen – ein Narrativ, dass wir uns irgendwie gegen diesen republikanischen Präsidenten verbündet haben.“